# اکنوایلر
اکنوایلر (به آلمانی: کنوایلر) یک منطقهٔ مسکونی در آلمان است که در روتنبورگ آم نکا واقع شده‌است.
 اکنوایلر  ۵۱۴ نفر جمعیت دارد.